# Ernst Schlegel (Ingenieur, 1882)

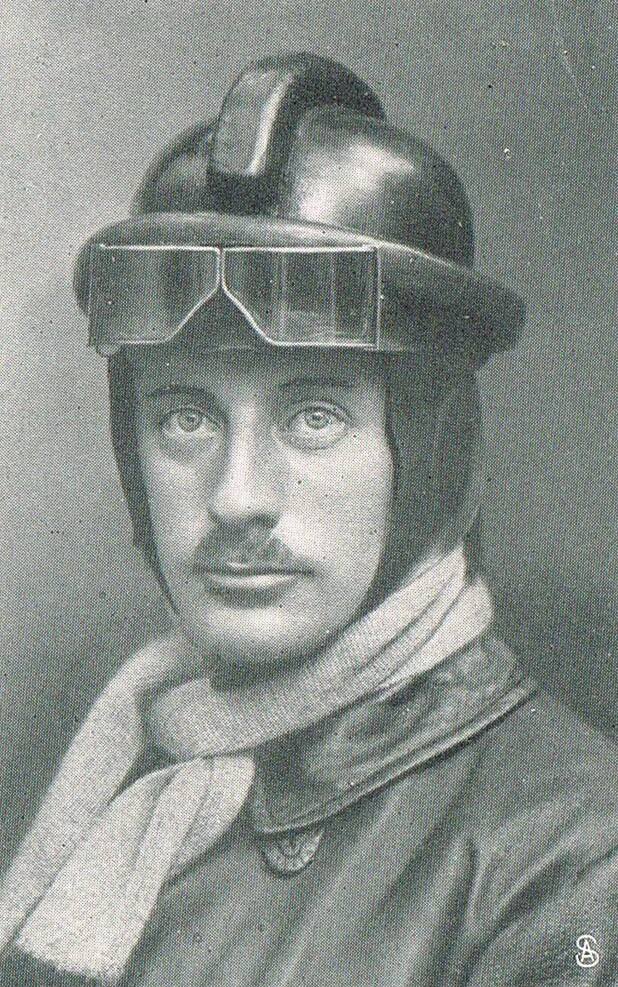
Ernst Schlegel (1913)

Ernst German Schlegel (* 21. Juni 1882 in Konstanz; † 4. Januar 1976 ebenda) war ein deutscher Flugpionier, Flugzeugkonstrukteur und Ingenieur.

## Werdegang

### Ausbildung und Anfänge in der Fliegerei
Nach dem Besuch der Oberrealschule in Konstanz schlug Ernst Schlegel als Sohn eines Lokomotivführers zunächst die mittlere Beamtenlaufbahn ein und wurde wie sein Vater Eisenbahner bei der Großherzoglich Badischen Staatseisenbahn. Begeistert von der jungen Fliegerei experimentierte Schlegel ab 1908 mit selbstgebauten Flugmodellen und zog 1909 nach Mainz, um dort Herrenkurse der Automobilfachschule Mainz zu besuchen. Die Kurse vermittelten Grundlagen im Ingenieurwesen und beinhalteten auch kurze Einführungen in das Automobil- und Flugwesen. Zusammen mit dem Schweizer Robert Züst entwarf und konstruierte Schlegel dort die „Flugmaschine Züst-Schlegel“. 
Dieser Aeroplan basierte größtenteils auf der erfolgreichen französischen Antoinette. 
Züst und Schlegels Flugapparat besaß einen 13 Meter langen, bootsförmigen Rumpf aus Holz mit Stoffverkleidung, Tragflächen aus Stahlrohr mit einer Spannweite von etwa 15 Metern und ein starres Fahrwerk, die Steuerung erfolgte über Flügelverwindung. Doch im Gegensatz zu ihrem französischen Vorbild besaß diese Flugmaschine zwei seitlich hinter den Tragflächen liegende Druckpropeller, ähnlich wie beim Wright Flyer. Als Antrieb diente ein 50-PS-Motor von Dürkopp.
Anfang 1910 transportierten Züst und Schlegel den halbfertigen Flugapparat nach Konstanz, wo sie am 9. Februar eintrafen. Nach Fertigstellung der Maschine folgten im Juni auf dem Exerzierplatz des Konstanzer Infanterie-Regiments 114 erste Flugversuche. Im August startete Schlegel mit dem Motorflugzeug zu kurzen Geradeausflügen, dabei erreichte er auf einer Strecke von 150 Metern eine Flughöhe von 3 Metern. Beim Versuch einer Platzrunde am 21. August ging der Apparat mit Züst und Schlegel an Bord zu Bruch, ein Mechaniker wurde verletzt. Schlegel war verzweifelt, denn in den Flugapparat hatte er nicht nur alle Hoffnung gesteckt, sondern auch sein ganzes Geld investiert. Er schickte Gesuche an verschiedene Fürsten und Bankiers, auch an den aus Konstanz stammenden Graf von Zeppelin. Von diesem erhielt Schlegel im Oktober 1910 Zuspruch und 3.000 Goldmark Unterstützung.

### Fluglehrer beiAviatikundGotha
Mit dieser Spende nahm Schlegel 1911 bei der elsässischen Automobil- und Aviatik AG Flugunterricht und begann dort noch während seiner Ausbildung als Monteur und Fluglehrer zu arbeiten. Am 20. Mai 1912 erwarb er auf einem Aviatik-Eindecker in Habsheim die Fluglizenz Nr. 209 des Deutschen Luftfahrer-Verbands (DLV) nach den Regularien der Fédération Aéronautique Internationale (FAI) und zählt somit zu den Alten Adlern.

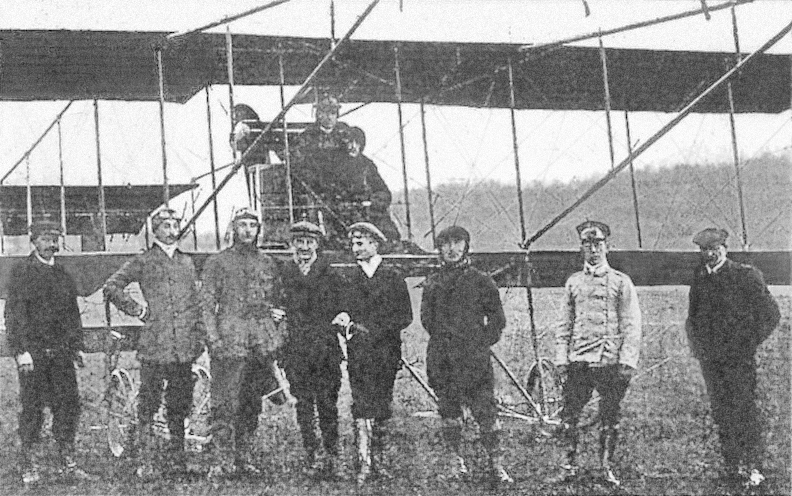
Eröffnung der Fliegerschule in Gotha im April 1912. Vierter von links: Ernst Schlegel

 Schlegel wurde von der Automobil- und Aviatik AG schon im April 1912 zum Leiter der Herzog Carl Eduard Fliegerschule in Gotha ernannt. Dort bildete er auf Eindeckern von Aviatik hauptsächlich deutsche Fliegeroffiziere aus. Auf der Strecke Gotha – Erfurt beförderte Schlegel am 25. Juli 1912 die erste Luftpost in Thüringen. Für diesen Flug gab die Flugpost Gotha eine halbamtliche Flugmarke heraus, diese wurde durch einen Stempel mit dem Namenszug „E. Schlegel“ entwertet, die daneben zu klebende Postmarke wurde normal gestempelt. Alle Einnahmen aus der ersten Flugpost gingen an drei Pflegeeinrichtungen in Gotha. Mit einem Aviatik-Eindecker nahm Schlegel im Mai 1913 beim Prinz-Heinrich-Flug teil, erreichte den dritten Platz und erhielt 3000 Mark Prämie.

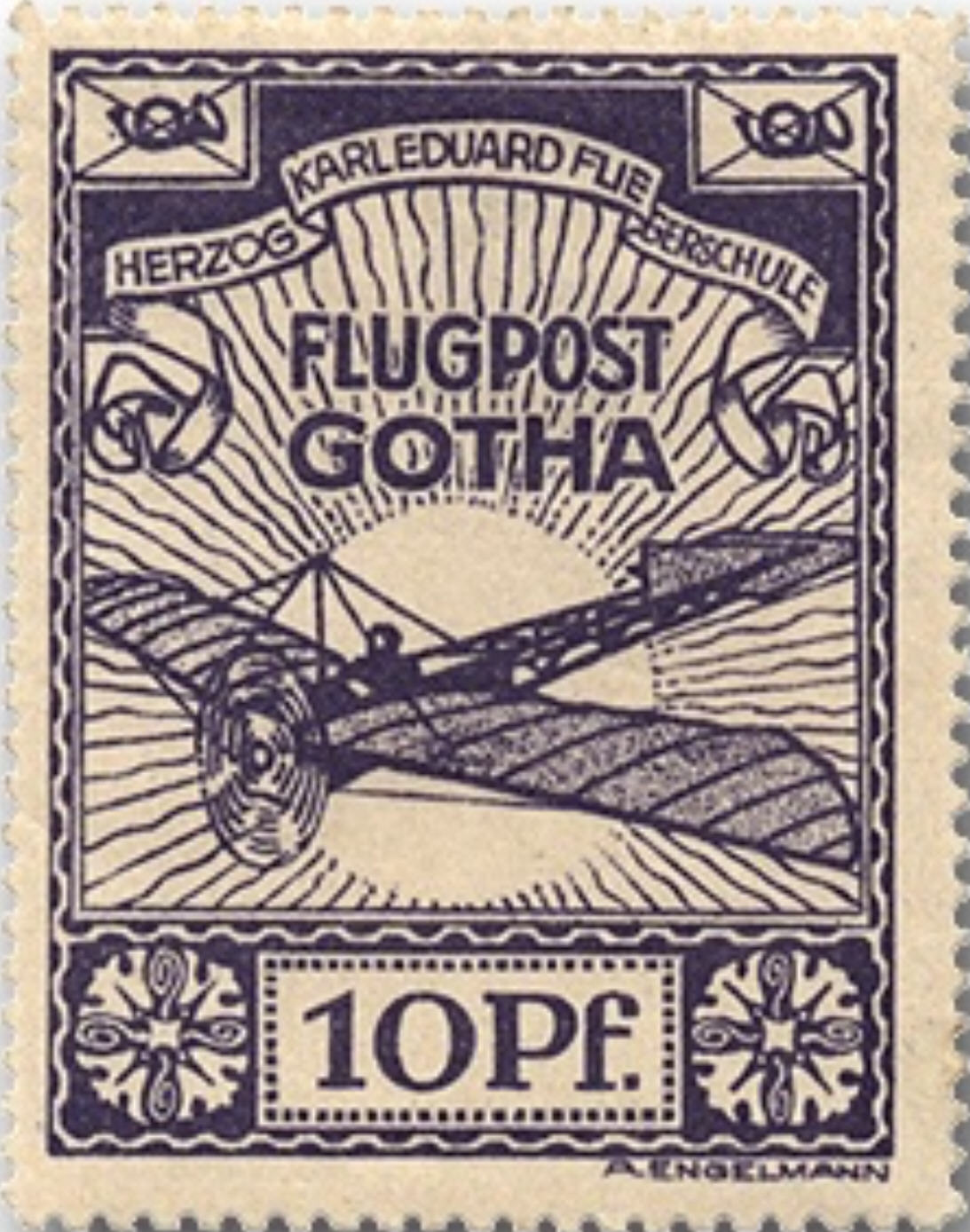
Flugmarke der Flugpost Gotha vom 25. Juli 1912

Im Frühjahr 1913 gründete die Gothaer Waggonfabrik ihre Abteilung Flugzeugbau und begann unter der Werksbezeichnung LE 1 und LE 2 mit dem Nachbau von Etrich Tauben. In der Entwicklungsabteilung entstanden in rascher Folge eigene Flugzeugkonstruktionen. Ausgestattet mit einem 100 PS Motor absolvierte die erste „Gotha-Taube“ am 20. April 1913 unter Aufsicht des leitenden Konstrukteurs ihren Probeflug.
Seinen größten Triumph feierte Schlegel mit einem dieser Flugzeuge im Oktober 1913, als er für einen Langzeitflug eine Prämie von 60.000 Goldmark von der Nationalflugspende erhielt. Bei diesem Preisausschreiben kam es darauf an, innerhalb eines Tages eine Flugstrecke von mindestens 1000 km zurückzulegen. Auf seiner 100 PS starken „Gotha-Taube“ absolvierte Schlegel eine Flugstrecke von 1606 Kilometern, von der 1497 km gewertet wurden. Letztendlich musste Schlegel mit seinem Begleiter Leutnant Schartow nach insgesamt 14 Stunden und 36 Minuten in völliger Dunkelheit bei Labiau in Ostpreußen notlanden und zog sich dabei einen Nasenbeinbruch und eine Gehirnerschütterung zu.
Schlegel wurde zum Fluglehrer einer ganzen Generation von deutschen Piloten und in seiner badischen Heimat geliebt und verehrt. Zeitungen veröffentlichten Gedichte, Schulkinder schrieben Aufsätze über ihn, es gab Zigarren mit seinem Namen und im Konstanzer Stadttheater wurde das ihm gewidmete Theaterstück „Die Fliegerbraut“ aufgeführt. Der „Flieger Schlegel“ mit seinem sonnigen Gemüt war in aller Munde, er unternahm zahlreiche Schauflüge mit prominenten Zeitgenossen. Am 10. Januar 1914 führte Schlegel seinen 2000sten Flug aus.
Neben seinen Tätigkeiten als Schulleiter, Fluglehrer und „Wettflieger“ unterstützte Schlegel die Konstrukteure der Gothaer Waggonfabrik bei der Entwicklung von Versuchsflugzeugen. Dazu gehörte ein Nachbau der französischen Caudron G-III. Bei einem Testflug dieser Versuchsmaschine verschätze Schlegel sich bei der Landung und „...raste in eine Bretterwand, ohne weiteren Schaden zu nehmen.“    
Mit dem Wasserflugzeug WD1 der Waggonfabrik Gotha nahm Schlegel vom 1. bis 15. April am Sternflug nach Monaco teil. Der Start fand für Hellmuth Hirth (Albatros Flugzeugwerke), Victor Stöffler (Aviatik) und Schlegel in Gotha statt, aber der Flug verlief für Schlegel wenig erfolgreich. Immer wieder gab es bei Start und Landung Probleme mit dem Fahrgestell. 
Auch am Prinz-Heinrich-Flug im Mai 1914 nahm Schlegel wieder teil, konnte aber mit seiner Gotha-Taube die festgelegte Strecke nicht in der vorgeschriebenen Zeit absolvieren.
Für den Ostseeflug Warnemünde 1914, der vom 1.–10. August stattfinden sollte, stand Schlegel mit einer Weiterentwicklung der WD 1 aus Gotha auf der Teilnehmerliste. Er reiste schon Mitte Juni zum Flugtraining auf den Flugplatz Warnemünde. Die technische Abnahme der teilnehmenden Maschinen begann am 30. Juli, doch am Abend des 1. August traf der Mobilmachungsbefehl in Warnemünde ein. Alle anwesenden Flugzeuge wurden von der Marine beschlagnahmt.

### 1914–1918
Zu Beginn des Ersten Weltkrieges meldete Schlegel sich freiwillig. Er wurde der 2. Armee zugeteilt und diente als Parkingenieur in der Feldflieger-Abteilung 23 beim Armeeflugpark 2. Schlegel flog Einsätze als Pilot und Beobachter und bildete Flugschüler aus. Für seine Verdienste wurde er zum Leutnant befördert und erhielt das Eiserne Kreuz 1. und 2. Klasse. 1916 erlitt Schlegel während eines Einsatzes einen Nervenzusammenbruch. Bald darauf erhielt Schlegel den Auftrag, eine Werkmeisterschule zu gründen und die angeschlossene Versuchsabteilung zu leiten. Die Fliegertruppe erprobte dort unter Leitung von Hans Bredow Funkververbindungen zwischen Flugzeug und Bodenstation. Später war Schlegel technischer Angestellter bei den Rumpler-Flugzeugwerken in Berlin und wurde 1917 von der Heeresverwaltung als Ingenieur und Einflieger zu den Pfalz-Flugzeugwerken nach Speyer versetzt. Im April 1918 begann Schlegel auf dem Exerzierplatz des Konstanzer Regiments 114 mit Vorbereitungen für den Aufbau der Fliegerstation Konstanz.

### 1919–1933
In seiner im Januar 1919 veröffentlichten Denkschrift über die Organisation des deutschen Flugwesens regte Schlegel eine Reichsluftorganisation sowie die Einrichtungen von Luftämtern in seiner badischen Heimat an und setzte sich für eine Überleitung des „ursprünglich rein militärischen Flugbetriebs in den verkehrstechnischen“ ein. „Die Aufgaben der Verkehrsflugzeuge liegen in der Bedeutung des Wortes 'Verkehr'. Menschen, Pakete, Postsäcke, Briefe sind zu befördern. Das Verkehrsflugzeug soll Handel, Industrie und Wissenschaft zu Gute kommen.... An erster Stelle steht zum Ausbau bestimmt das Flugzeug als 'Verkehrsmittel'. Die 'verkehrstechnische' Gestaltung unseres Flugwesens ist aber keine rein badische oder deutsche, sondern mehr noch, eine internationale Sache.“ Schlegel erkannte damit frühzeitig die Chancen des zivilen Luftverkehrs. Für den Aufbau des Luftverkehrs nach dem Ersten Weltkrieg ließen sich „Schulmaschinen“ (13 Maschinen) und „C Maschinen“ leicht verwenden, Tausende der letztgenannten stünden in Hallen untergebracht und gingen bei Nichtverwendung in Staub und Rost zugrunde, so begründete Schlegel seine Initiative zum Aufbau der Verkehrsluftfahrt nach dem Krieg.
Spätestens ab Februar 1919 forcierte Schlegel mit privaten Geldgebern den weiteren Ausbau der Fliegerstation Konstanz, dazu gründete er mit den Investoren und einigen Enthusiasten am 6. Februar die Konstanzer Ortsgruppe des deutschen Fliegerverbandes. Sechs Militär-Doppeldecker wurden umgerüstet und dienten vor allem dem Flugpostverkehr, aber auch der Beförderung von Militärpersonen, Firmendirektoren, Kommunal- und Landesbeamten. Das Unternehmen Fliegerstation schien langfristig gesichert zu sein, als die Deutsche Luft-Reederei im August 1919 den Flugplatz übernahm und mit dem ersten regulären Flugbetrieb auf der Strecke Konstanz – Berlin begann. Doch regionale Proteste und die Bestimmungen des Friedensvertrages von Versailles beendeten den Flugverkehr im Frühjahr 1920. Schlegel trat im August 1920 von seinem Amt als Flugplatzleiter zurück. Trotz der schwierigen Bedingungen nahm der Flugverkehr ab dem 11. April 1921 mit der Strecke Konstanz – München seinen Betrieb wieder auf. Kurz darauf sollte auch der Flugpassagier-Dienst zwischen München und Friedrichshafen – mit Anschluss an den Zeppelinverkehr und Verbindungen von Konstanz nach Stuttgart, Berlin und Freiburg hinzukommen, doch die meisten Flugunternehmen scheiterten an der Inflation. 1924 wurde der Flugplatz Konstanz sogar komplett geschlossen.

Flugplatz Konstanz aus 100 m Höhe (1925)

Ernst Schlegel und Marie-Luise Meyer-Wolde (1871–1941) heirateten am 21. Juni 1921, seinem 44. Geburtstag. Das Paar lebte ab 1923 in Uttwil am Bodensee und pflegte Kontakte zu Künstlern, die sie auch finanziell unterstützten. Zu den bekannten Persönlichkeiten, die sich oft in ihrer Villa aufhielten, gehörten der Maler Ernst Ludwig Kirchner und die Tänzerin Mary Wigman. Schlegel war bis 1929 Mitglied im Verwaltungsrat der „Mary Wigman Schule“ in Dresden. Die Ehe mit Meyer-Wolde blieb kinderlos und wurde geschieden. 1931 heiratete Schlegel die mehr als zwanzig Jahre jüngere Irma Schupp, das Paar bekam 1932 eine Tochter. 
Nach diesen turbulenten Jahren saß Schlegel ab 1932 im Aufsichtsrat der Badisch-Pfälzischen Lufthansa (BPL), die er nach einer Verleumdungskampagne durch den SS-Fliegersturm im Mai 1933 wieder verließ.

### 1933–1945
1934 berief das Reichsluftfahrtministerium Schlegel als erfahrenen Flieger in den höheren Ingenieurdienst nach Stuttgart. Doch der Oberstabsingenieur wurde wegen kritischer Äußerungen wiederholt strafversetzt und 1944 wegen eines Verstoßes gegen das Heimtückegesetz angeklagt. Sein Verfahren wurde von Anwälten und Richtern nicht vorrangig behandelt und mit Kriegsende entging er so einem Urteil der NS-Justiz.

### Ab 1945
In den Nachkriegsjahren war Ernst Schlegel als Ingenieur bei verschiedenen Unternehmen in Deutschland und der Schweiz tätig. Den Ruhestand verbrachte er in seiner Heimatstadt Konstanz, wo er im Alter von fast 94 Jahren starb.